# Brachionycha sphinx
Brachionycha sphinx är en fjärilsart som beskrevs av Jacob Hübner. Brachionycha sphinx ingår i släktet Brachionycha och familjen nattflyn. Inga underarter finns listade i Catalogue of Life.

## Bildgalleri

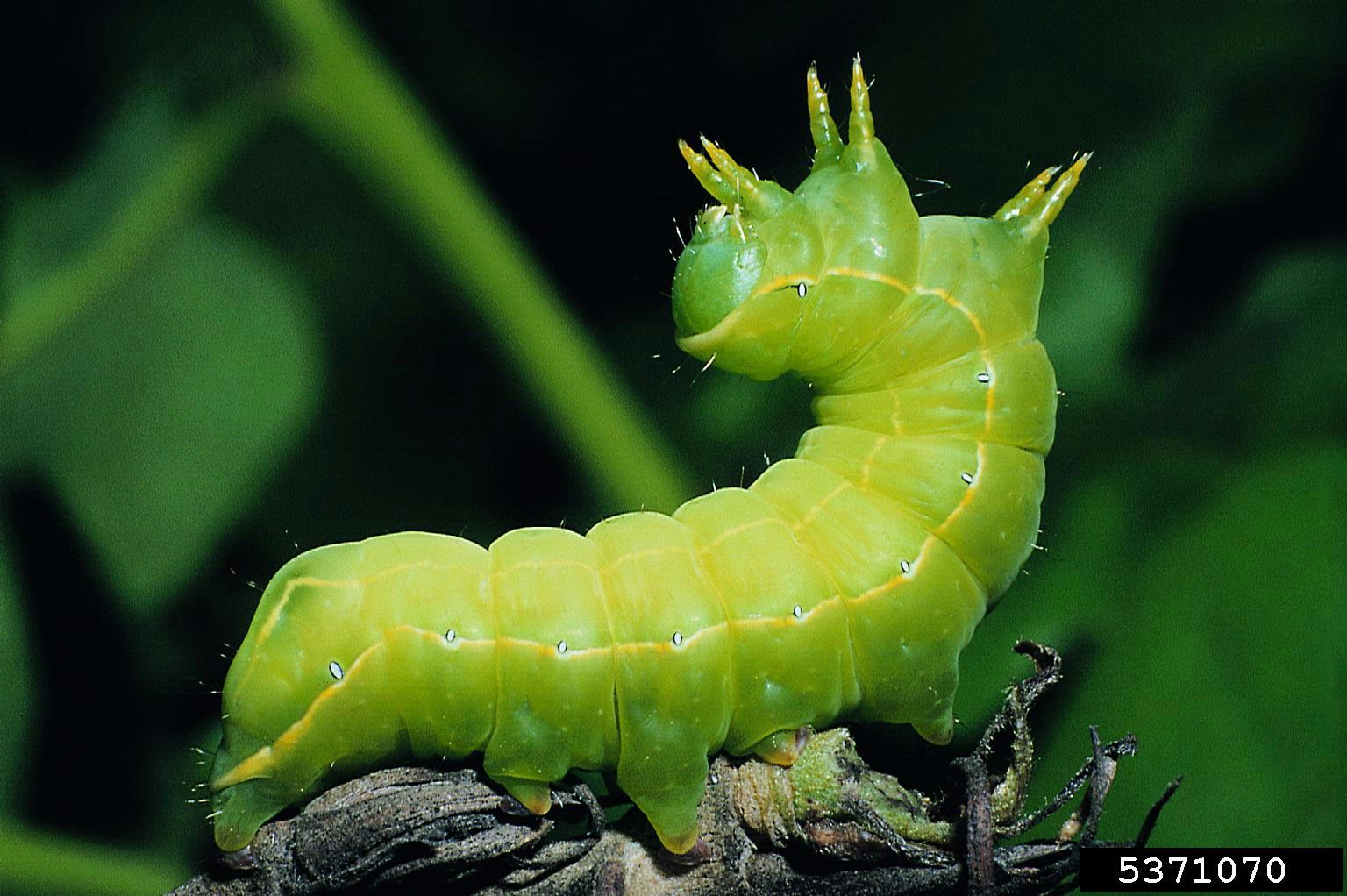
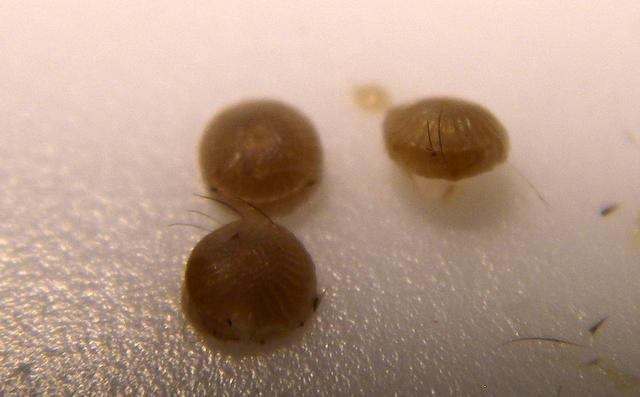